# Matthias Vogt (Musiker)

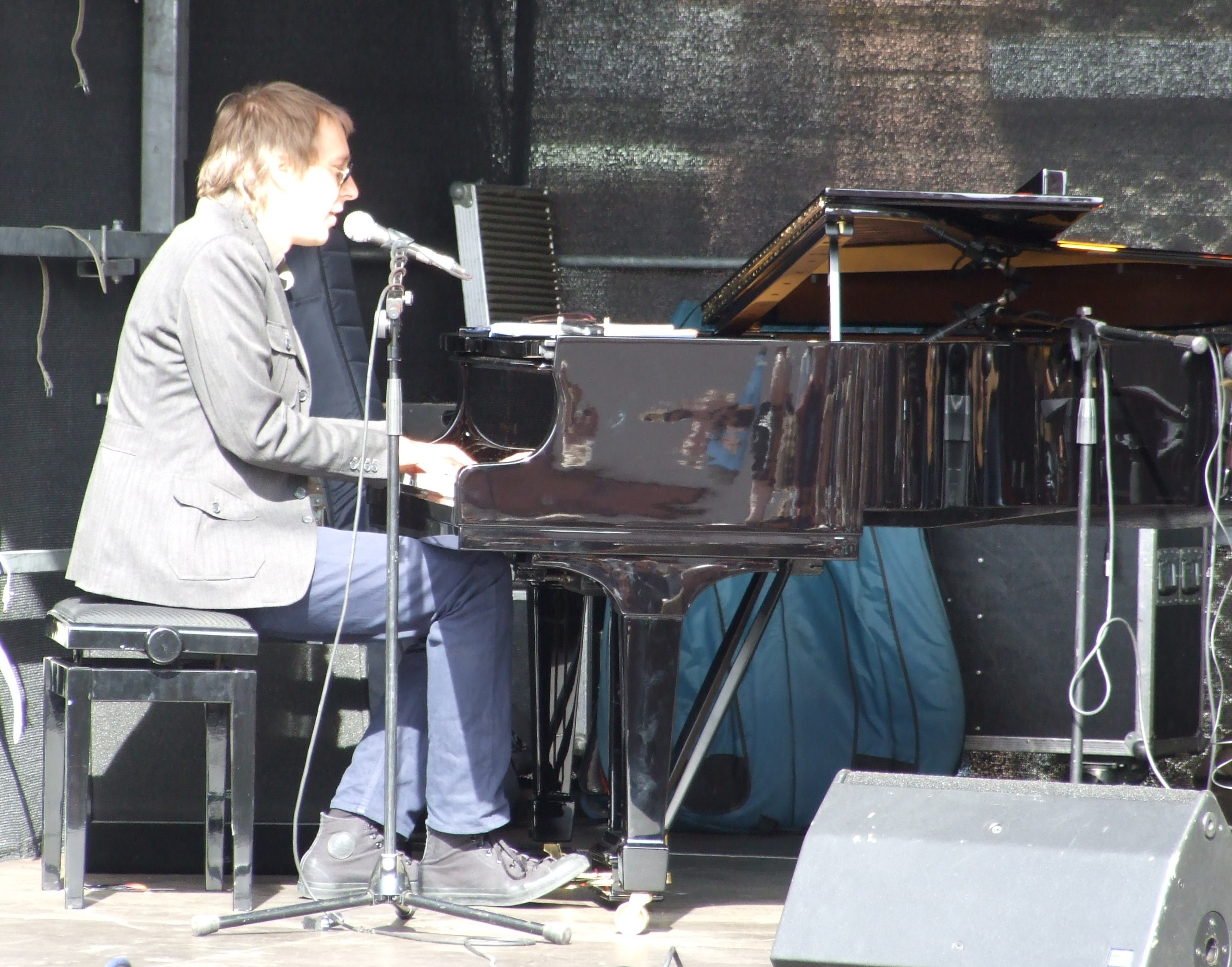
2009 in Frankfurt am Main

Matthias Vogt (* 1970 in Rüsselsheim) ist ein deutscher Musikproduzent, DJ, Keyboarder und Jazz-Pianist.
Nach der Ausbildung zum Kirchenmusiker im Nebendienst in Mainz von 1986 bis 1988 gründete Vogt mit der Deutschrock-Gruppe FDH seine erste Band. Seit 1990 betätigte er sich einerseits als Keyboarder und Sänger bei zahlreichen Bands und Projekten, andererseits als DJ: zunächst im KUZ in Mainz, dann in Das Rind in Rüsselsheim, später in Frankfurt. 1992 gründete er das Breakbeat-Label Pansen Records. Seit 1994 verfasste er Theatermusiken und produzierte als DJ Matt House für diverse Labels. Während seiner Ausbildung zum Berufsmusiker und Instrumentalpädagogen für Jazz und Popularmusik an der FMW Frankfurter Musikwerkstatt war er an Jazz-Projekten wie Ben’s New Tribe oder The New Fusion beteiligt, bevor er mit Seelenbande spielte und mit Bassist Andreas Manns und dem Schlagzeuger Volker Schmidt das Matthias Vogt Trio gründete. Auf den Produktionen des Trios sind auch Roger Cicero und Dania König zu hören. In einem größeren Format spielt er mit [re:jazz]. Zusammen mit C-Rock bildet er die Deephouse-Formation Motorcitysoul. Im Funkjazz-Quartett The Pinocchio Theory (mit Gitarrist Jan Stürmer, Bassist Matthias Diesenroth und Schlagzeuger Andreas Neubauer) werden getreu der Devise „If you fake the funk your nose will grow“ (George Clinton) neben Eigenkompositionen Coverversionen von Stücken von Bill Withers, Grant Green oder The Meters adaptiert.
Als DJ war Matthias Vogt regelmäßig im Cocoon Club in Frankfurt tätig, dem Club von Sven Väth. Hier hatte er zusammen mit C-Rock die Reihe Our House aus der Taufe gehoben.
1999 erhielt er das Förderstipendium der Stadt Rüsselsheim.

## Diskografie

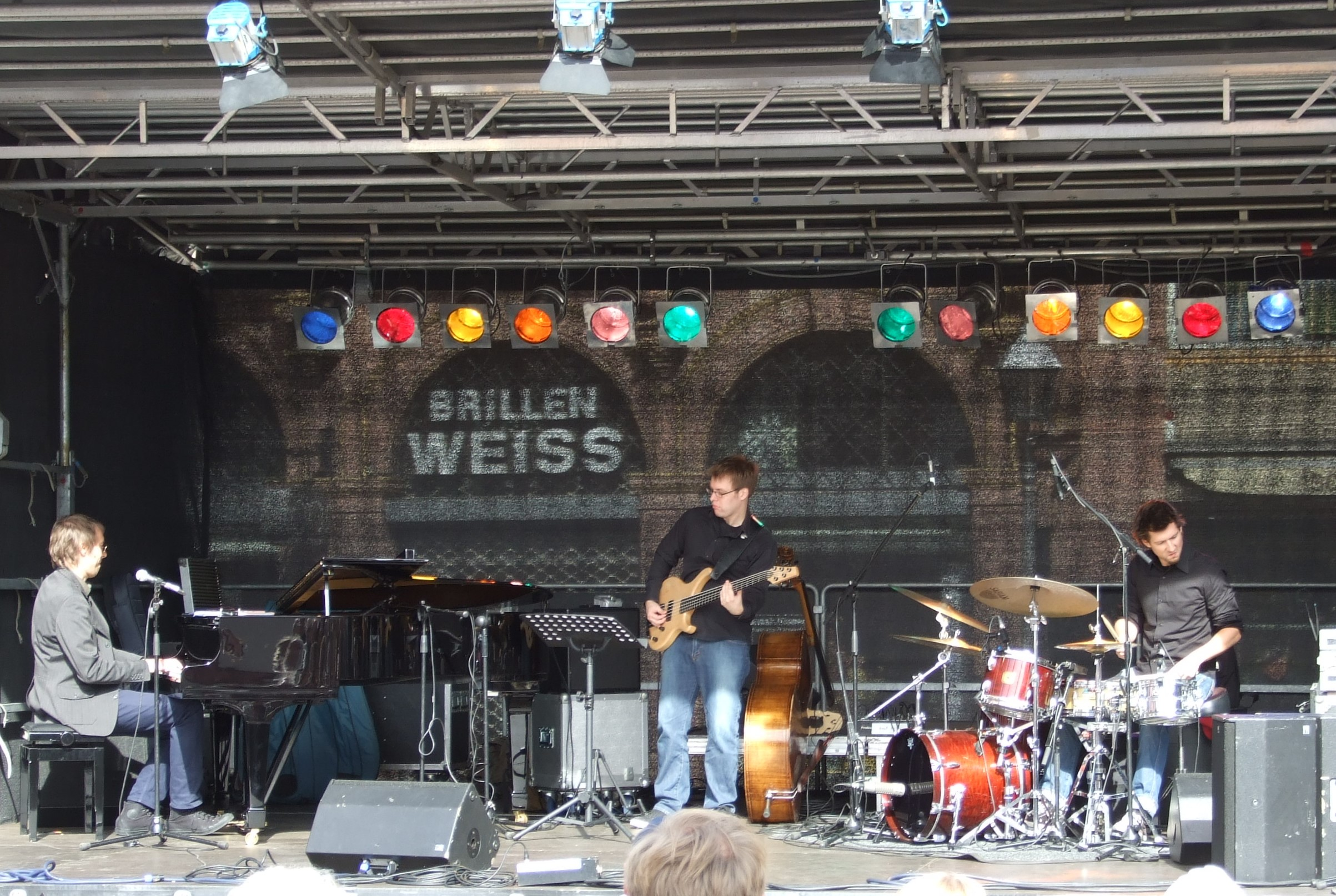
Matthias Vogt Trio in Frankfurt am Main, 2009

- Matthias Vogt Trio: Changing Colours (CD) (Infracom 2006)
- Matthias Vogt Trio: Coming Up for Air (CD) (Infracom 2009)
- Motorcitysoul: Did You Expect That (CD) (Infracom 2003)
- Motorcitysoul: Technique (CD) (Simple Records 2008)
- re:jazz: dto (Infracom 2002)
- re:jazz: Point Of View (Infracom 2004)
- re:jazz: Expansion (Infracom 2006)
- re:jazz: Live In Yokohama (Infracom 2008)
- re:jazz: Nipponized (Infracom 2009)
- re:jazz: Kaleidoscope (Infracom 2012)
- Pianissimo (Infracom 2022, mit Daniel Stelter & Demian Kappenstein)